# Central Troy Historic District

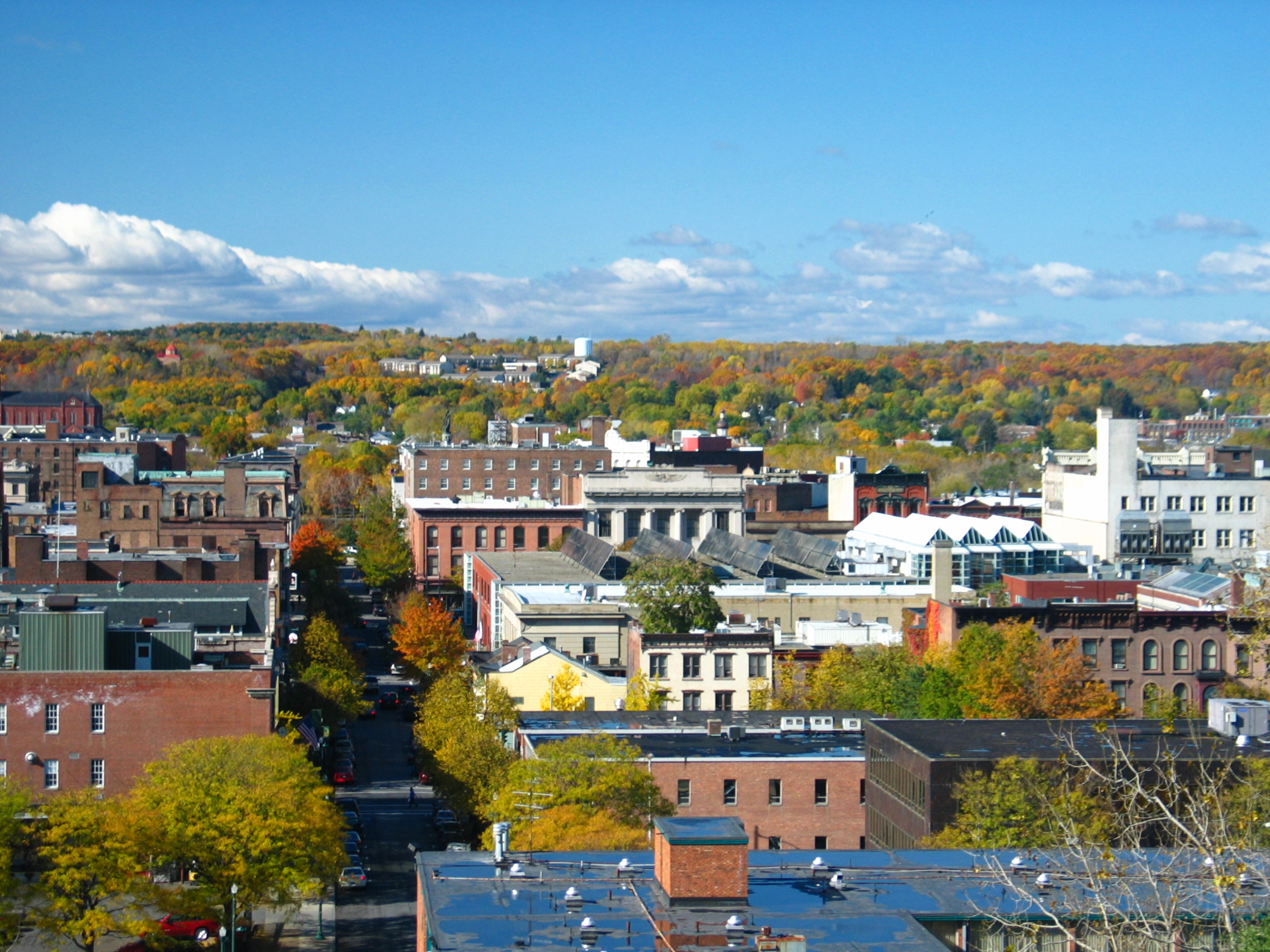
Blick nach Westen über die Downtown von Troy, Aufnahme von 2005 vom RPI aus

Der Central Troy Historic District ist das traditionelle wirtschaftliche Zentrum von Troy in New York, Vereinigte Staaten. Es wurde 1986 in das National Register of Historic Places eingetragen und ersetzte fünf andere Historic Districts, die zuvor an der Stelle des neueingetragenen Gebietes bestanden haben. Er entspricht zum größten Teil dem von der Stadt erstellten Bebauungsplan.
Auf rund 38 ha Fläche stehen 659 Gebäude, 17 weitere Bauwerke und drei weitere Objekte, die zu dem Ensemble als Contributing Property beitragen. Dazu gehören zwei der drei innerhalb der Stadt liegenden National Historic Landmarks, die Troy Savings Bank und das W. & L.E. Gurley Building sowie verschiedene andere Gebäude, die im Register auch eigenständig eingetragen sind. Die Architekturstile in dem Denkmalschutzgebiet spiegeln überwiegend die herausragende Bedeutung der Stadt als Zentrum der Textilverarbeitung in der zweiten Hälfte des 19. Jahrhunderts wider, umfassen jedoch eine Spanne von fast 150 Jahren der Stadtgeschichte.

## Geographie

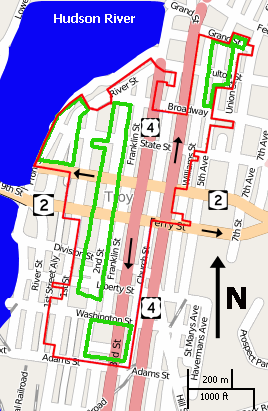
Lage des Denkmalschutzbezirks in Troy

Das unregelmäßig geformte Gebiet entstand entlang der Achsen von U.S. Highway 4 und New York State Route 2, die sich beide in Einbahnstraßen teilen und ist ganz im Norden durch die Grand Street begrenzt. An der Kreuzung mit der vierten Straße (der nordwärtsgerichteten Route 4) schwenkt die Begrenzung südwärts und folgt der Straße einige Blöcke bis zum Broadway am U.S. Post Office Troy, wo sie nach Westen abbiegt, um einen Straßenblock weiter ab der südwärts gerichteten Route 4 der River Street nach Südwesten zu folgen. Vor dem Erreichen des neuen Rathauses schwenkt die Bezirksgrenze entlang der Congress Street zum Ufer des Hudson Rivers, wo sie zwei Blöcke ostwärts zurückläuft. Etwa zwischen River Street und First Street biegt die Umrandung wieder nach Süden ab und verläuft parallel an einer Allee entlang, um die älteren Teile des Russell Sage College einzuschließen. Direkt südlich der Schule biegt sie nach Osten ab und folgt der Ferry Street (der ostwärts gerichteten Route 2) bis zur First Street und nimmt dann die südliche Richtung wieder auf.
In dieser Weise verläuft die Distriktsgrenze bis zum südlichsten Punkt an der Adams Street, der sie bis zur Fourth Street nach Osten folgt und dort an der St. Paul’s Episcopal Church nach Norden abknickt. Sie verläuft an der rückwärtigen Parzellengrenze der östlichen Straßenseite bis zur Ferry Street, an der sie einige Bauten in östlicher Richtung einschließt und kehrt dann zur Fourth Street zurück. An der Congress Street biegt die Umrandung erneut nach Osten ab und folgt dann der Williams Street nach Norden bis zur State Street. Von da an verläuft die Distriktsgrenze ostwärts zur Fifth Avenue und folgt ihr in einem unregelmäßigen Verlauf zurück bis zur Kreuzung mit der Grand Street.
Die Grenze des historischen Bezirks wurde so gelegt, dass er möglichst viele der historischen Bauten der Stadt einschließt. Die meisten davon wurden zwischen 1787 und 1940 erbaut; diese Zeit gilt als die Periode mit der größten Bedeutung für den Denkmalschutzbezirk. Es ist zwar unvermeidlich, dass einige neuere Gebäude innerhalb seiner Umrandung liegen, wo es aber möglich war, wurden Gebäude ausgeschlossen, die ab der Mitte des 20. Jahrhunderts entstanden, etwa das neue Rathaus, verschiedene Sozialwohnungsbauten und das Uncle Sam Atrium, ein großes Einkaufszentrum.
Nördlich und südlich des Bezirks befinden sich andere Stadtteile von Troy, in denen es ebenfalls historische Bauten gibt; diese Viertel waren aber während der für den Denkmalschutz in Troy historisch bedeutenden Periode noch nicht stark ausgebaut. Bei diesen Gebäuden handelt es sich meist um Wohnhäuser und im Norden um einige Industriebauten.
Der gesamte Bezirk ist dicht bebaut, wobei die einzige größere freie Fläche der Washington Park in der Nähe seines südlichen Endes ist. Die meisten wichtigen Straßen und die Mitte sind von mehrstöckigen Bauten gesäumt, die primär gewerblichen Zwecken dienen, aber in den oberen Stockwerken gemischt für Büros und Wohnungen genutzt werden. An den Seitenstraßen befinden sich meist kleinere Stadthäuser. Innerhalb des Denkmalschutzgebietes gab oder gibt es mit Ausnahme des Gurley Buildings kein industriell genutztes Bauwerk.

## Geschichte

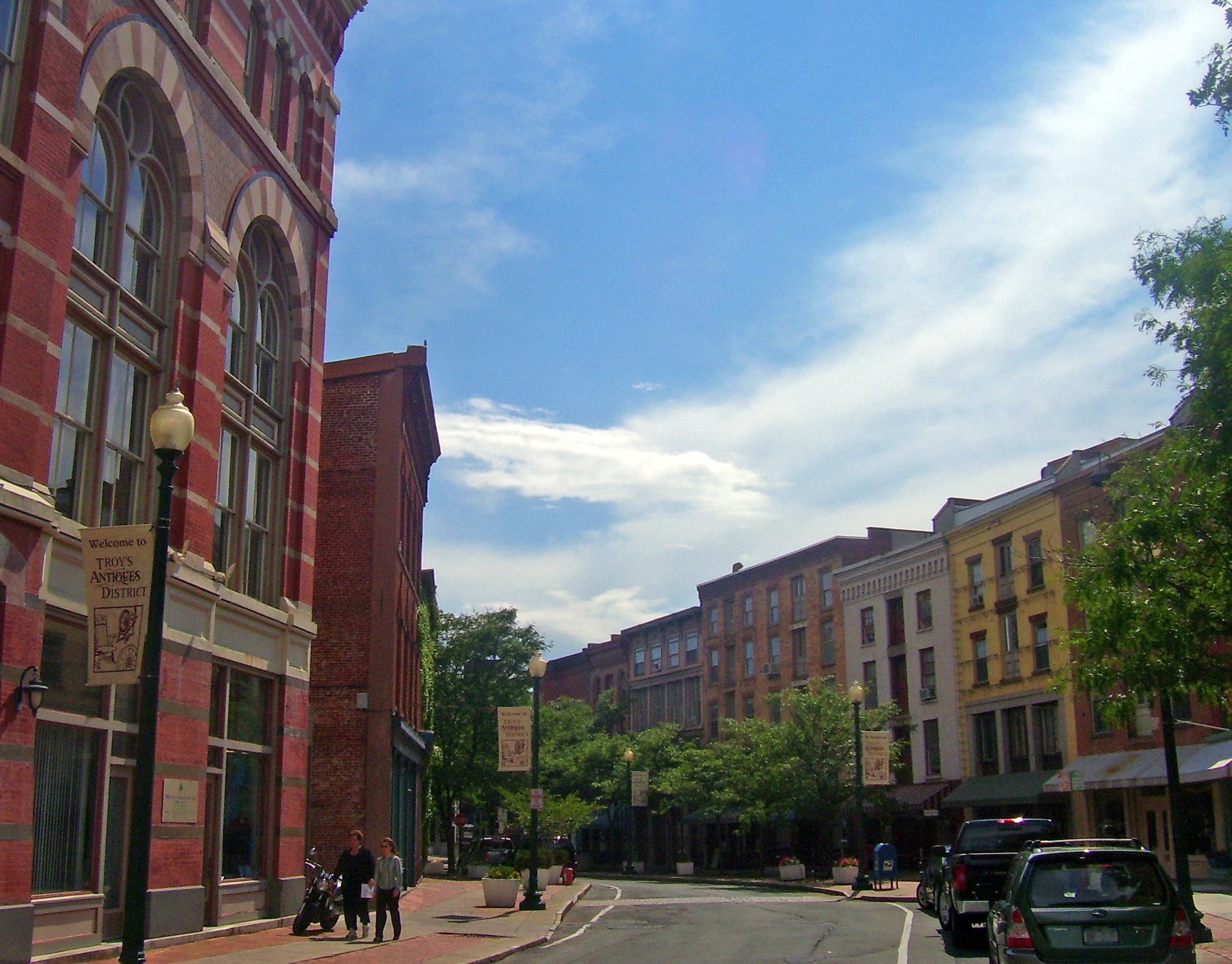
River Street

### Von der Gründung bis zur Erlangung des Stadtrechts
Vor der Unabhängigkeit siedelten im Tal des Hudson Rivers nördlich von Albany nur vereinzelt einige niederländische Siedler. 1787 zog eine Gruppe aus Neuengland westwärts und überzeugte einen dieser Siedler, Jacob Vanderhyden, ihnen ein großes Landstück zu verkaufen, das sie unterteilten und dem sie den Namen Troy gaben. Die Grenzlinie zwischen dem Eigentum des niederländischen Siedlers und der Leute aus Neuengland wurde Grand Division Street genannt; der Name wurde später zu Grand Street verkürzt.
Der Stadtplan war wie das Straßengitter von Philadelphia angelegt, nach der River Street, dem frühen Zentrum der Siedlung, wurden die weiter vom Fluss entfernt liegenden Nord-Süd-Straßen fortlaufend nummeriert. Die Parzellen an der River Street liefen damals von der Straße bis zum Flussufer. Das steile Ufer erlaubte den Bau von mehrstöckigen Lager- und Kornhäusern, die nahe an den Umladestellen am Fluss lagen.
Im Jahr 1793 wurde die neue Siedlung zum County Seat bestimmt. Zwei Jahre später stellte der auf Besuch weilende La Rochefoucauld-Liancourt fest, dass die „netten und zahlreichen Häuser“ und existierenden Gewerbebetriebe alle am Handel am Fluss teilnehmen. „Der Anblick dieser Aktivitäten ist wirklich charmant“, sagte er in einer der frühesten veröffentlichten Beschreibungen der Stadt. 1798 wurde Troy als Village eingetragen.
Das Wachstum setzte sich fort und die Bevölkerung des Villages verdreifachte sich in den ersten fünfzehn Jahren des 19. Jahrhunderts. Dies führte 1816 zur Einschreibung der Siedlung als City. 1807 berichtete ein anderer Besucher von außerhalb – der britische Maler John Lambert –, dass die Stadt seit der Zeit in der sie de la Rochefoucauld ein Dutzend Jahre zuvor sah, wesentlich gewachsen war:

„Troy ist eine gut gebaute Stadt, die hauptsächlich aus einer Straße von handlichen roten Backsteinhäusern besteht … Es gibt dort zwei oder drei kurze Straßen, die von der Hauptstraße abzweigen, aber es ist in Letzterer, in der sich alle wichtigen Geschäfte, Lagerhäuser und Läden befinden. Sie hat mehrere ausgezeichnete Gaststätten und Schenken. Die Häuser sind alle neu und vornehm und mit viel Geschmack und Schlichtheit gebaut, obwohl Bequemlichkeit und Gefälligkeit den Architekten mehr geleitet zu haben scheinen als Zierrat. Die tiefroten Ziegel, sorgfältig gemauert, geben den Gebäuden einen Anflug von Niedlichkeit und Sauberkeit, der in alten Städten selten gefunden wird.“

### Troy während der Industrialisierung und des Bürgerkrieges
Wenig ist in Troy aus der damaligen Zeit erhalten geblieben, da 1820 ein Brand, der in einem Stall an der First Street begann, den größten Teil der damaligen Stadt vernichtete. Eine Säule in 225 River Street trägt einen Gedenkstein, der darauf hinweist, dass an dieser Stelle das Feuer gestoppt wurde. Im Gegensatz zum antiken Troja, das der Stadt den Namen gab, wurde Troy rasch wieder aufgebaut, mit neueren Ziegelsteingebäuden und Gewerbebauten, die nach strengeren Regeln entstanden und die alten Bauten ersetzten und die Expansion wurde angeheizt. Das 1827 im Federal Style durch Philip Hooker geplante Hart-Cluett Mansion an der Second Street ist eines der besten noch existierenden Gebäude aus dieser Zeit.
1824 wiederholte ein Gazetteer des Staates frühere Beschreibungen, welche die River Street als das Handelszentrum der Stadt bezeichneten. Im selben Jahr wurde auf dem Hügel östlich des Ortszentrums das Rensselaer Polytechnic Institute (RPI) gegründet, um Ingenieurwissenschaften für die aufkeimende Industrie der Stadt auszubilden. Diese historische Beziehung zwischen der Stadt und der Universität wurde später, bei der Erhaltung des historischen Zentrums, wieder bedeutsam.
Das Wachstum der Stadt setzte sich aufgrund von Verbesserungen der Verkehrsanbindung fort. Geschäftsleute aus Troy hatten eine Mautstraße nach Schenectady gebaut – der Strecke folgen heute U.S. Highway 2 und New York State Route 7 westlich von Colonie. Diese Handelsrouten wurden durch Eriekanal und Champlain-Kanal ergänzt, wodurch neue Märkte im Norden und Westen erschlossen wurden. Durch die Gründung der Troy Steamboat Company erfolgt ähnliches für den Süden. Die Erschließung von Eisenerzbergwerken in den Adirondack Mountains brachte einige örtliche Industrielle dazu, in die Produktion von Eisen einzusteigen. Der Bau der Rensselaer and Saratoga Railroad 1835 machte die notwendige Technologie in der Stadt verfügbar und die Fertigstellung der Schenectady and Troy Railroad verband Troy 1842 mit dem Eisenbahnnetz, das in Richtung Westen bereits bis nach Buffalo reichte.
Damit waren die Voraussetzungen für die Industrialisierung in Troy erfüllt. Die Erfindung des abnehmbaren Kragens durch Hannah Lord Montague im Jahr 1827 brachte der Stadt das Produkt, das ihr bis in die heutige Zeit hinein den Spitznamen Collar City verlieh. Schnell entstanden Fabriken, die Krägen, Manschetten und andere Textilerzeugnisse herstellten. Die meisten dieser Betriebe befanden sich nördlich der Stadtmitte.
Mit dem neuen Kapital und den neuen Stadtvierteln kamen neue Architekturtrends in die Stadt. Die 1827 erbaute St. Paul’s Episcopal Church ist eine frühe neugotische Kirche, die auf dem Entwurf für Ithiel Towns Trinity Church in New Haven basiert. Acht Jahre später baute Town in Troy selbst ein Bauwerk: das Cannon Building entstand in Zusammenarbeit mit Alexander Jackson Davis.

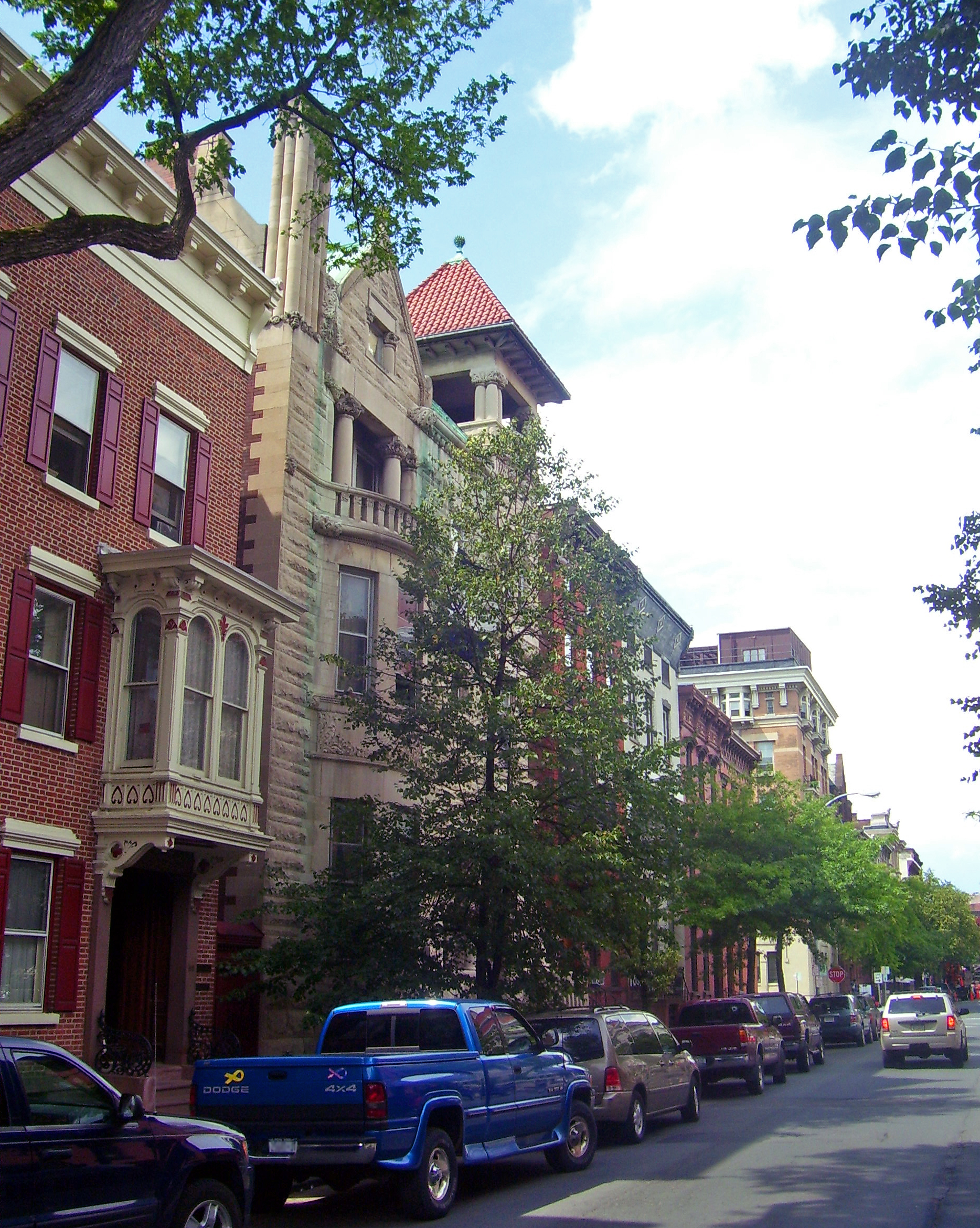
Second Street

Neoklassizistische Gebäude entstanden in Troy erstmals Ende der 1820er Jahre entlang der Second Street. 1839 kauften sechs örtliche Geschäftsleute eine Parzelle am südlichen Rand der damaligen Bebauung zwischen der Second und Third Street und ließen Washington Park anlegen. Zeitgenössische Plätze – etwa im Londoner Stadtteil Bloomsbury – dienten als Vorbild für den Washington Place. Trotz späterer Änderungen und Bausünden blieb der Platz intakt. Jahre später nannte Philip Johnson den Platz „einen der feinsten Plätze in Nordamerika“.
Im Jahr 1843 wurde eine weitere Gruppe von Stadthäusern im neoklassizistischen Stil an der Adresse 160–168 Second Street erbaut. Unüblich für urbane Bebauung, wiesen sie anderthalbstöckige Portikens an ihren Vorderfronten auf, die von Ionischen Säulen gestützt wurden und ursprünglich seitliche Höfe besaßen. Einige Jahre später entstand in Nummer 170 ein weiteres Gebäude in ähnlichem Stil. Die Häusergruppe wurde an anderen Stellen in der Stadt nachgeahmt.
Die Industrie der Stadt erreichte ihren Höhepunkt in den 1850er Jahren und der dadurch geschaffene Wohlstand war Antrieb für die Verbreitung neuer Architekturtrends in der Stadt. Der italienische Stil hinterließ seine Spuren in kommerziellen Bauten um den Monument Square herum und an der Bankers' Row, wie die First Street zwischen State und River Street genannt wird. St. Paul’s Place wurde 1850 an der südlichen Seite der State Street zwischen Fourth und Fifth Street erbaut. Das Gilbert Mansion an der Second Street westlich des Washington Parks ist das bedeutendste Einzelgebäude in diesem Stil aus der Zeit.
Russell Sage erbaute an der Second Street 1846 eine Reihe von Häusern im neugotischen Stil, die bis in die heutige Zeit bestehen, jedoch einen Teil der ursprünglichen Ornamentik verloren haben. Im folgenden Jahr wurde die St. John’s Episcopal Church an der Kreuzung von First und Liberty Street im selben Stil hochgezogen und zeigte damit, wie dieser Baustil bei Kirchen aussieht.
Während des Bürgerkrieges spielte Troy eine Schlüsselrolle in der Unterstützung der Nordstaaten. Burden Ironworks soll alle Hufeisen der Unionsarmee geliefert haben und ein anderer örtlicher Eisenproduzent lieferte die Panzerung für die Monitor. Die Eigentümer jener Fabrik wurden später die ersten, die nach dem Krieg in den Vereinigten Staaten die Stahlproduktion nach dem Bessemer-Verfahren aufnahmen.

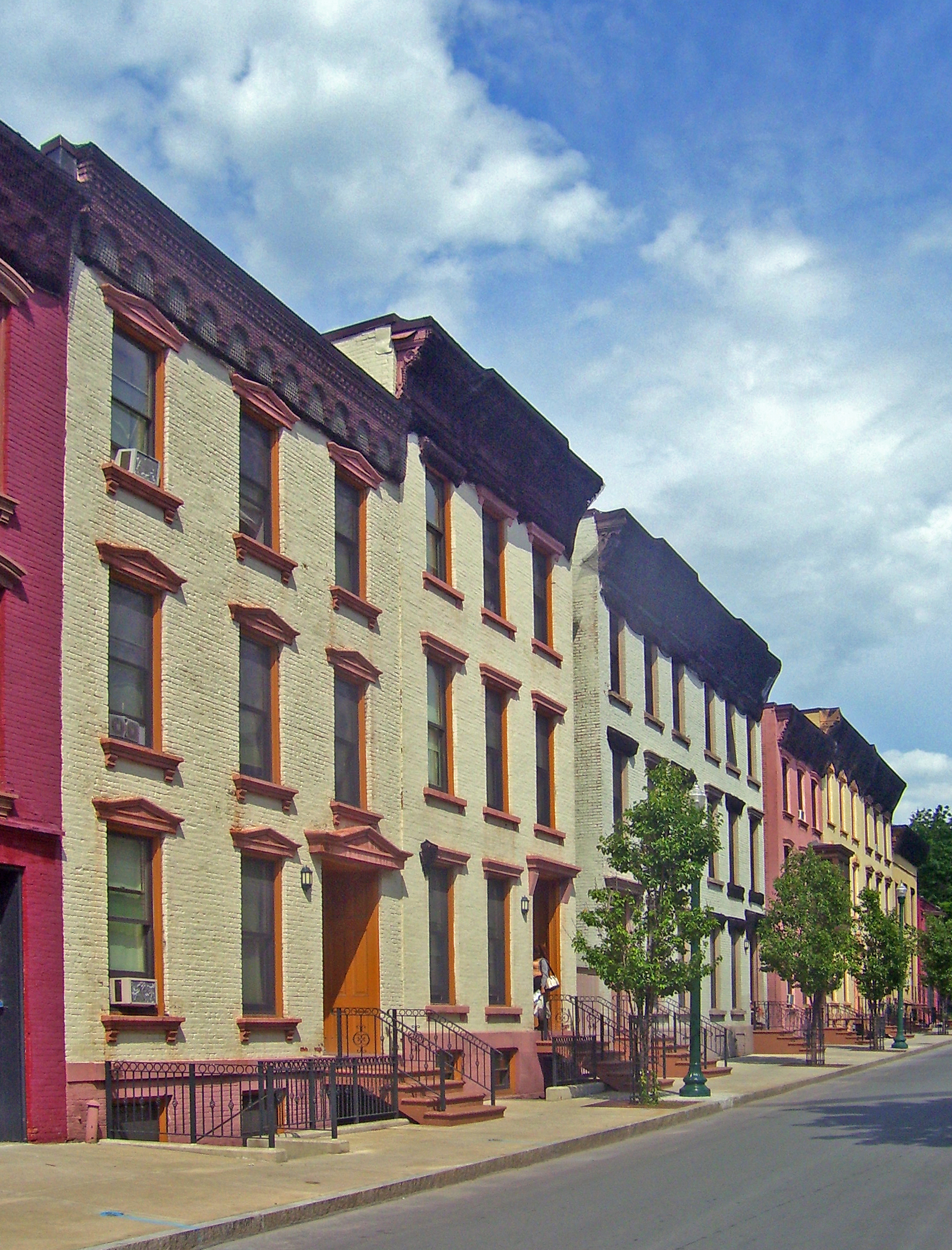
Reihenbebauung an der Grand Street, die nach dem Brand von 1862 entstand.

Im Jahr 1862 gab es in Troy einen weiteren Stadtbrand, den schlimmsten in seiner Geschichte. Der Funkenflug einer Lokomotive entzündete die damalige hölzerne Zugbrücke nach Green Island und als dieser Brand nicht eingedämmt werden konnte, breitete er sich nach Osten aus. In einem über sechzehn Straßenblöcke reichenden Gebiet wurden 507 Gebäude ein Raub der Flammen. Wie schon zuvor, wurde auch dieses Mal die Stadt schnell wieder aufgebaut, wobei das Gebiet an der Fifth Street zwischen dem Broadway und der Grant Street am ehesten diese Zeit des schnellen Wiederaufbaus widerspiegelt. Das Gurley Building wurde in nur acht Monaten neu errichtet. Die angrenzenden Viertel waren beliebt und viele Geschäftsleute der Stadt zogen in neuerbaute Häuser an der Fifth Street.
Nachdem die Kriegsjahre dem Gilded Age gewichen waren, setzte sich der Wohlstand Troys fort. Der Reichtum, den die Industrie der Stadt geschaffen hatte, ließ einige der wichtigsten viktorianischen Gebäude entstehen. Frederick Clarke Withers entwarf 1871 das Rice Building an der First Street, ein fünfstöckiges bügeleisenförmige Gebäude, das stellvertretend für die viktorianische Phase der neugotischen Architektur ist. Das Cannon Building erhielt nach zwei Bränden ein zeitgemäßes Mansarddach. Marcus Cummings 1870 umgesetzter Entwurf des Congregation Berith Sholom Temples an der Third Street ist die älteste Synagoge des Reformjudentums im Bundesstaat New York und eines der bedeutendsten Kirchenbauwerke des Distrikts seiner Zeit. George B. Post gewann 1875 einen Wettbewerb zur Errichtung eines neuen Sitzes für die Troy Savings Bank, in dessen Obergeschoss sich ein Konzertsaal befindet. Obwohl sich das Formenrepertoire seines Gebäudes im Rahmen der Neorenaissance bewegte, nahmen die Formen und Zierelemente seine spätere Arbeit innerhalb der Beaux-Arts-Architektur vorweg.

### Neue Baustile ab dem Ende des 19. Jahrhunderts
Die Panik von 1873 versetzte diesem Wachstum einen Dämpfer und in der Zwischenzeit begann der Niedergäng der Stahlindustrie in Troy, was einerseits durch den Druck, den der Wettbewerb von neueren und effizienter arbeitenden Produzenten im Westen von Pennsylvania und dem Mittleren Westen und andererseits durch Arbeiterunruhen verstärkt wurde. Die Textilindustrie blieb jedoch stark und wuchs sogar weiter. Die 1880 in 137 Second Street entstandene Apotheke hebt sich durch eine gusseiserne, stark verzierte Ladenfront mit Bogenfenstern hervor, die den Einfluss des Queen Anne Styles zeigt. Das im selben Jahr etwas weiter unten an der Straße entstandene Wohnhaus des Industriellen Jonas Heartt ist eine der schönsten Anwendungen dieses Stils auf ein Wohnhaus in der Stadt.
Marcus Cummings entdeckte bei einigen seiner Gebäuden auf dem Campus des Russel Sage Colleges die Elemente des Richardsonian Romanesque. Das Paine Mansion in 49 Second Street wendete denselben Stil mit Eingangsarkaden, Loggia und Eckturm auf ein Wohnhaus an. Der aus Ziegelsteinen erbaute Drugstore-Anbau in 155-157 River Street ist ein besonders repräsentatives Beispiel dieses Baustiles.
1891 entstand Kunst im öffentlichen Raum, als eine Statue der Columbia auf dem Soldaten- und Matrosendenkmal in dem Dreieck errichtet wurde, das durch den Schnittpunkt von Broadway, River Street und Second Streets gebildet wird. Zwei Jahre später wurden während der World’s Columbian Exposition in Chicago die Baustile des Neoklassizismus, der Neorenaissance und des Beaux-Arts populär. Diese Baustile setzten sich in Troy schnell durch, als Marcus Cummings und sein Sohn Frederick ein Jahr später das Courthouse des Countys in 80 Second Street, das dritte Gebäude an dieser Stelle. Ein Stückchen weiter wurde 1897 die Hart Memorial Library aus Vermonter Marmor erbaut und gesellte sich damit zu dem im ähnlichen Stil zwei Jahre früher entstandene Frear Mansion an der Second Street.
Als das 20. Jahrhundert heraufzog, konzentrierten sich die Bauherren und Architekten auf die nördliche Hälfte des heutigen historischen Bezirkes. Damals entstanden das McCarthy Building am Monument Square und die ähnlich gebaute National State Bank sowie das  Ilium Building am Broadway. Alle diese Bauwerke wurden 1904 erbaut und zeigen den dekorativen Einfluss des Beaux-Arts-Stils. Andere Architekten wählten einfachere Baustile jener Zeit zum Kontrast, etwa aus dem Arts and Crafts. Das aus Marmor und Ziegelsteinen 1905 erbaute YMCA-Gebäude an der Second Street und die sechsstöckigen Caldwell Apartments an der Kreuzung von State Street mit der Second Street sind zwei herausragende Beispiele innerhalb des Denkmalschutzgebietes für diesen Stil. Das letztere Gebäude entstand 1907. Es war das erste größere Wohngebäude in der Stadt.